# Eurosong 1979 (Belgien)
Der belgische nationale Vorentscheid zum Eurovision Song Contest 1979 hieß Eurosong 1979.

## System
Vor dem Finale gab es vier Halbfinals. Im ersten stellte die zuvor von BRT ausgewählte Interpretin Micha Marah sechs Lieder vor. Nachdem das Publikum abgestimmt hat, wurde das Lied mit den wenigsten Stimmen herausgewählt. Im vierten Halbfinale sollten so eigentlich nur drei Titel starten, aber Interpretin Micha Marah konnte einen zuvor herausgewählten Titel „retten“.
Im Finale traten dann die drei Titel an, die im vierten Halbfinale nicht herausgewählt wurden.

## Teilnehmer

### Erstes Halbfinale
| Nr. | Lied                         | Übersetzung                 | Stimmen | Platz |
| --- | ---------------------------- | --------------------------- | ------- | ----- |
| 01  | Mooi prater                  | Rhetor                      | 454     | 6.    |
| 02  | Alleen                       | Alleine                     | 504     | 5.    |
| 03  | Alles zal zich weer herhalen | Alles wird sich wiederholen | 549     | 4.    |
| 04  | Mijn dagboek                 | Mein Tagebuch               | 571     | 3.    |
| 05  | Hey nana                     |                             | 766     | 2.    |
| 06  | Comment ça va                | Wie geht's                  | 849     | 1.    |

Das Lied Mooi prater wurde herausgewählt. Micha Marah wählte es nicht aus, um am vierten Halbfinale teilzunehmen.

### Zweites Halbfinale
| Nr. | Lied                         | Übersetzung                 | Stimmen | Platz |
| --- | ---------------------------- | --------------------------- | ------- | ----- |
| 01  | Alleen                       | Alleine                     | 516     | 4.    |
| 02  | Alles zal zich weer herhalen | Alles wird sich wiederholen | 424     | 5.    |
| 03  | Mijn dagboek                 | Mein Tagebuch               | 685     | 3.    |
| 04  | Hey nana                     |                             | 713     | 2.    |
| 05  | Comment ça va                | Wie geht's                  | 746     | 1.    |

Alles zal zich weer herhalen wurde herausgewählt, aber von Micha Marah „bewahrt“, sodass es trotzdem am vierten Halbfinale teilnehmen durfte.

### Drittes Halbfinale
| Nr. | Lied          | Übersetzung   | Stimmen | Platz |
| --- | ------------- | ------------- | ------- | ----- |
| 01  | Alleen        | Alleine       | 509     | 4.    |
| 02  | Mijn dagboek  | Mein Tagebuch | 632     | 3.    |
| 03  | Hey nana      |               | 690     | 2.    |
| 04  | Comment ça va | Wie geht's    | 832     | 1.    |

Alleen wurde herausgewählt, aber nicht von Micha Marah gerettet.

### Viertes Halbfinale
| Nr. | Lied                         | Übersetzung                 | Stimmen | Platz |
| --- | ---------------------------- | --------------------------- | ------- | ----- |
| 01  | Alles zal zich weer herhalen | Alles wird sich wiederholen | 233     | 4.    |
| 02  | Mijn dagboek                 | Mein Tagebuch               | 381     | 3.    |
| 03  | Hey nana                     |                             | 576     | 2.    |
| 04  | Comment ça va                | Wie geht's                  | 758     | 1.    |

### Finale
Die drei Lieder Mijn dagboek, Hey nana und Comment ça va qualifizierten sich für das Finale.
| Nr. | Lied          | Übersetzung   | Stimmen | Platz |
| --- | ------------- | ------------- | ------- | ----- |
| 01  | Mijn dagboek  | Mein Tagebuch | 58      | 3.    |
| 02  | Hey nana      |               | 96      | 1.    |
| 03  | Comment ça va | Wie geht's    | 83      | 2.    |

Nach dem Finale versuchte Micha Marah, die mit der Titelauswahl nie einverstanden war, Hey nana durch Comment ça va zu ersetzen. Dies blieb aber ohne Erfolg, sodass die Sängerin in Jerusalem Hey nana sang. Das Lied brachte ihr kein Glück: Mit fünf Punkten – je zwei aus Dänemark und Großbritannien und einem aus der Bundesrepublik Deutschland – erreichte sie zusammen mit Christina Simons Heute in Jerusalem den letzten Platz.